# Collegio di Nostra Signora di Antigua
Il Collegio di Nostra Signora di Antigua (in spagnolo Colegio de Nuestra Señora de la Antigua) si trova nella città di Monforte de Lemos, nella regione del Ribeira Sacra. Costruito in stile Herreriano, il collegio era un seminario fino al 1773 e successivamente un'università, che ospitava fino a sette cattedre.

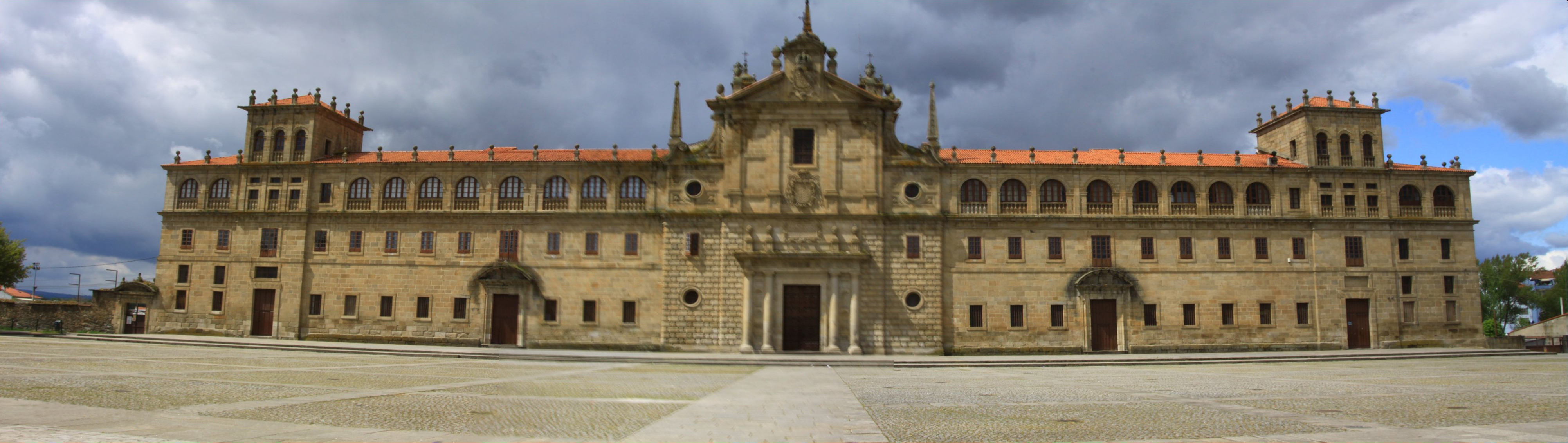
Panoramica